# Мирный (Якутия)
Ми́рный — город в России, образует городское поселение город Мирный. Является административным центром Мирнинского района Республика Саха (Якутия), на территории которого расположены несколько крупных карьеров и горно-обогатительных комбинатов добычи алмазов — вследствие этого город часто называют столицей алмазного края или алмазной столицей России.

## Этимология
Возник как посёлок при месторождении алмазов — кимберлитовой алмазоносной трубки «Мир», по названию которой получил название Мирный; в 1959 году посёлку присвоен статус города.

## География
Город расположен на западе Якутии, на реке Ирелях (бассейн Вилюя). Расстояние от столицы республики города Якутска по автодороге «Вилюй» — 1072 км, воздушным путём — 820 км.

### Климат
Мирный находится на самом севере умеренного пояса Северного полушария. Климат резко континентальный. Зима очень холодная; лето короткое, но достаточно тёплое. Город отнесён к районам Крайнего Севера.
| Показатель                    | Янв.  | Фев.  | Март  | Апр.  | Май   | Июнь | Июль | Авг. | Сен.  | Окт.  | Нояб. | Дек.  | Год   |
| ----------------------------- | ----- | ----- | ----- | ----- | ----- | ---- | ---- | ---- | ----- | ----- | ----- | ----- | ----- |
| Абсолютный максимум, °C       | −4    | 0,7   | 9,9   | 17,5  | 31,6  | 34,1 | 35,4 | 36,7 | 26,0  | 17,7  | 3,7   | −0,6  | 36,7  |
| Средний суточный максимум, °C | −27   | −21,7 | −10,5 | 0,2   | 10,1  | 20,0 | 23,2 | 19,3 | 9,5   | −3,2  | −18,4 | −26,3 | −2,1  |
| Средняя температура, °C       | −30,4 | −26   | −16,2 | −5,4  | 4,8   | 13,8 | 17,2 | 13,5 | 4,9   | −6,9  | −22,1 | −29,6 | −6,9  |
| Средний суточный минимум, °C  | −33,8 | −30,1 | −21,5 | −10,8 | −0,1  | 8,1  | 11,7 | 8,4  | 1,0   | −10,3 | −25,6 | −33,3 | −11,4 |
| Абсолютный минимум, °C        | −54,1 | −53,6 | −48,4 | −31,8 | −16,5 | −5,5 | −0,6 | −4,2 | −13,7 | −33,4 | −51,6 | −53,2 | −54,1 |
| Норма осадков, мм             | 12    | 9     | 12    | 15    | 24    | 46   | 53   | 47   | 32    | 31    | 22    | 15    | 317   |
| Источник: Климат Мирного      |       |       |       |       |       |      |      |      |       |       |       |       |       |

### Транспортная доступность
В 1957 году в расположенном на реке Лене посёлке Мухтуя (ныне — город Ленск) началось строительство порта и автомобильной дороги до Мирного. В 1978 году завершилось строительство круглогодичной трассы Ленск — Мирный — Айхал — Удачный. По состоянию на 2022 год дорога почти на всём протяжении не имеет асфальтового покрытия — по погодным причинам (сильный дождь) движение может быть затруднено. Первые 10 километров асфальтового покрытия на участке Ленск — Мирный были построены в 2021 году.
Автомобильная дорога Якутск — Вилюйск — Мирный по состоянию на 2022 год в 4 местах пересечения с рекой Вилюй (у сёл Верхневилюйск, Кюндяде, Сунтар, Крестях) не имеет мостов (до 2019 года также не существовало перехода через реку Марха у села Жархан) — в межсезонье движение невозможно, летом наводятся понтонные и паромные переправы, зимой — зимники.
Также зимой возможно движение по зимнику Усть-Кут — Ленск.
Единственная круглогодичная связь с «Большой землёй» по состоянию на 2022 год осуществляется посредством аэропорта Мирный. Основной объём перевозок тяжёлых и крупногабаритных грузов в Мирный осуществляется летом: до Ленска речным транспортом, далее — автомобильным.
Планируется строительство круглогодичной федеральной трассы «Вилюй»: Тулун — Братск — Усть-Кут — Мирный — Якутск.

## История

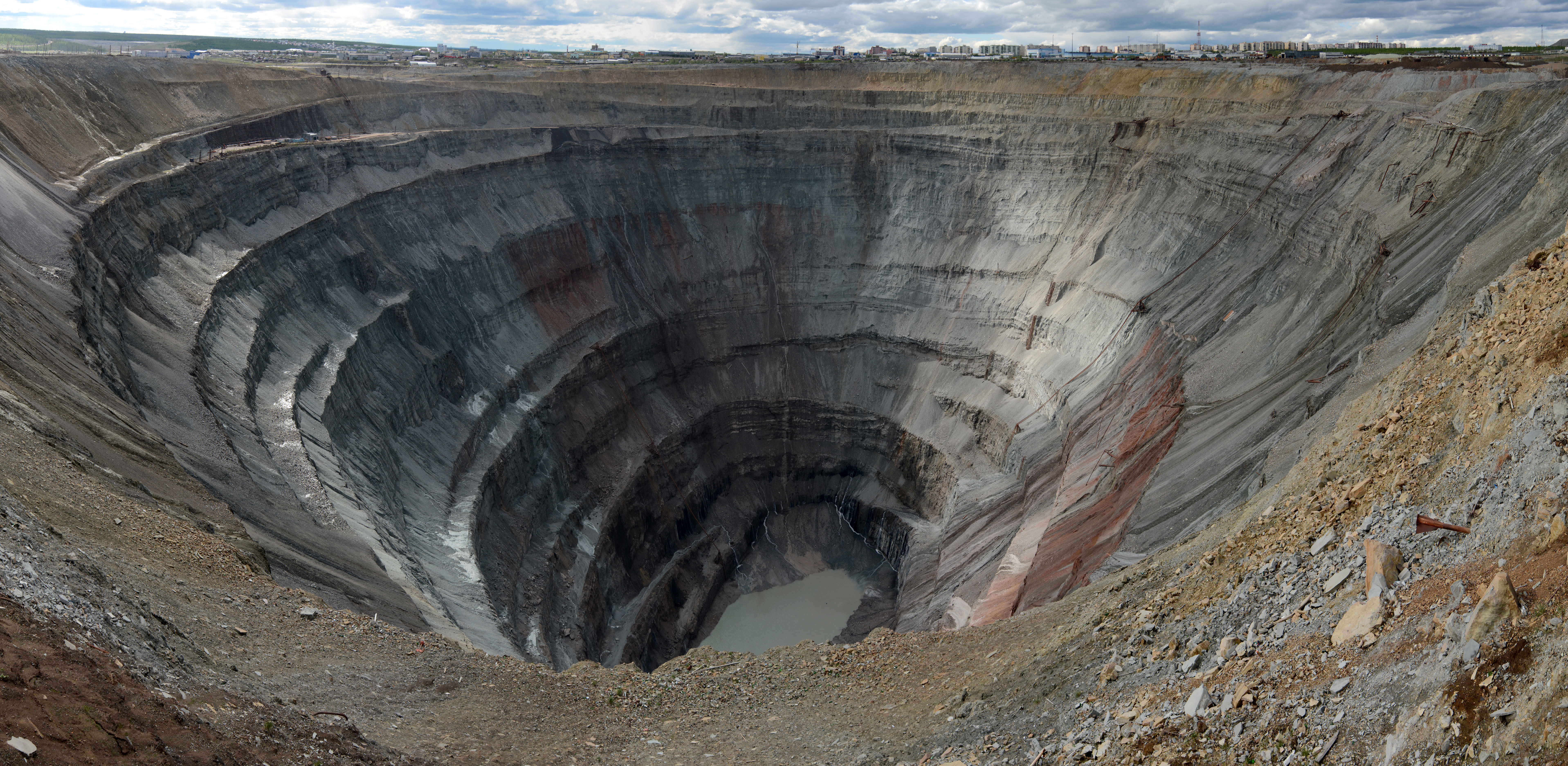
Карьер «Мир»

Своим существованием и названием город обязан открытию в 1955 году кимберлитовой трубки «Мир».
В 1957 году началась добыча алмазов открытым способом (карьер «Мир»), длившаяся 44 года (до 2001 года). К 2001 году карьер имел 525 метров в глубину и более 1200 метров в ширину, став одним из крупнейших в мире, после карьера «Удачная» (640 метров в глубину, 1600 х 2000 метров по поверхности).
С 1957 года алмазодобычей на территории Мирнинского района и Якутской АССР в целом занимался трест, впоследствии производственно-научное объединение (ПНО) «Якуталмаз» им. В. И. Ленина. В 1992 году объединение было преобразовано в акционерную компанию «Алмазы России-Саха» («АЛРОСА»).
В 1959 году Мирный уже получил статус города. В конце 1950 — начале 1960 годов прошлого века была проложена автотрасса Удачный — Ленск длиной около 800 км для развития города Мирного, посёлков Удачный и Айхал, строительства в этих населённых пунктах горнодобывающих предприятий «Якуталмаза».
В последующие 40 лет население города выросло в 5 раз, а бо́льшую часть жилых домов стали составлять многоэтажные каменные здания. Началась обработка алмазов на фабриках № 1, № 2 и № 3. В 1975 году появился довольно крупный аэропорт с протяжённостью взлётно-посадочной полосы около 2800 метров.
В 2005 году в городе были установлены бюст И. В. Сталину и новый памятник В. И. Ленину. Бюст Сталина был поставлен в честь 60-летия Победы в Великой Отечественной войне напротив Свято-Троцкого храма на площади Победы, а новый памятник Ленину на главной площади заменил предшествующий в виде головы. Установка бюста Сталина в Мирном стала первым случаем возведения памятника Сталину в современной России, когда в открытии памятника участвовало высшее руководство субъекта. Впоследствии, памятники Сталину будут установлены в других населённых пунктах Якутии, в том числе в Якутске в 2013 году.

## Городское поселение
Статус и границы городского поселения установлены Законом Республики Саха (Якутия) от 30 ноября 2004 года N 173-З N 353-III «Об установлении границ и о наделении статусом городского и сельского поселений муниципальных образований Республики Саха (Якутия)».

## Население
| 1959    | 1967    | 1970    | 1979    | 1989    | 1992    | 1996    | 1998    | 2000    | 2001    | 2002    | 2003    |
| ------- | ------- | ------- | ------- | ------- | ------- | ------- | ------- | ------- | ------- | ------- | ------- |
| 5695    | ↗22 000 | ↗23 826 | ↗30 462 | ↗38 793 | ↗39 400 | ↘37 900 | ↘36 900 | ↘36 100 | ↗36 500 | ↗39 981 | ↗40 000 |
| 2005    | 2006    | 2007    | 2008    | 2009    | 2010    | 2011    | 2012    | 2013    | 2014    | 2015    | 2016    |
| ↘39 400 | ↘38 700 | ↘38 100 | ↘37 500 | ↘36 563 | ↗37 188 | ↘36 985 | ↘35 478 | ↘34 912 | ↘34 652 | ↘34 354 | ↗34 836 |
| 2017    | 2018    | 2019    | 2020    | 2021    | 2023    |         |         |         |         |         |         |
| ↗35 376 | ↘35 223 | ↗35 381 | ↗35 390 | ↘34 045 | ↘34 013 |         |         |         |         |         |         |

На 1 января 2025 года по численности населения город находился на 443-м месте из 1124 городов Российской Федерации.

## Экономика
Мирный является центром акционерной компании «АЛРОСА», занимающейся добычей алмазов на территории Мирнинского, Анабарского и Нюрбинского улусов с их последующей реализацией.
Основные сооружения социально-культурной сферы города и Мирнинского района построены строителями и на средства АК «АЛРОСА»[уточнить], находятся на балансе этой компании.
В 130 км от города находится Среднеботуобинское нефтегазоконденсатное месторождение — одно из самых богатых нефтегазовых месторождений региона.
В городе и в Мирнинском районе также действуют АО «Вилюйгэсстрой», предприятие «Западные электрические сети», АО «АЛРОСА-Газ», предприятия местной промышленности, организации торговли и общественного питания.
В январе 2017 года планировалось открытие Почтой России крупного места международного почтового обмена (ММПО) в городе. Этот ММПО должен был остаться единственным, через который иностранные почтовые службы, не согласившиеся на повышенные тарифы, смогут доставлять в страну нерегистрируемые почтовые отправления и мелкие пакеты (до 2 кг). Исключения из этого ужесточения правил предполагались лишь для EMS, пересылочной почты из стран ЕврАзЭС.

## Культура
- Дворец культуры «Алмаз»[31] (до 1980 года Дворец культуры и техники «Металлург») — открыт в 1977 году[32]
- Универсальный театрально-концертный центр «Якутск»[31]
- Мирнинская центральная городская библиотека[31] — открыта в 1960 году[32]
- Краеведческий музей[31]
- Историко-производственный АК «АЛРОСА»[31] — образован на базе открытого в 1986 году историко-производственного музея ПНО «Якуталмаз»[32]
- Музей кимберлитов[31] — открыт в 2002 году, его создателем стал геолог Джемс Ильич Саврасов[32]; в 2022 году была прекращена аренда музеем помещений в здании городской администрации, часть экспонатов была размещена во дворце культуры «Алмаз»
- Ботанический сад[31] — открыт в 2005 году[32]
- Природный парк «Живые алмазы Якутии» (якут. Аан Айылгы)[31] — открыт в 2009 году[32]

## Образование
В данный момент в Мирном действуют 7 школ: школа № 1, Политехнический лицей, школа № 7, школа № 8, школа № 12 с углублённым изучением английского языка, школа № 26.
В городе действует Мирнинский региональный технический колледж, который готовит рабочие и технические кадры для алмазодобывающей компании «АЛРОСА» и нефтегазовых компаний, работающих в Западной Якутии, считается лучшим учебным заведением среднего профессионального образования в Якутии и одним из лучших в России: (в 2011, 2012, 2013, 2014, 2015, 2016, 2017 и 2018 годах входит в число 100 лучших ССУЗов России. В ноябре 2015 года Постановлением Правительства РФ награждён Премией Правительства РФ в области качества, В 2018 году является лауреатом Премии стран СНГ в области качества товаров и услуг). Колледж имеет 4 филиала в городе Удачный, поселках Айхал, Чернышевский и Светлый. Директор колледжа Березовой Владимир Викторович является Почетным гражданином города Мирный, Почетным работником среднего профессионального образования Республики Саха (Якутия), также награждён почетными знаками Совета директоров ССУЗов России «Директор года» в 2011—2018 годах.
Действуют несколько филиалов университетов, в том числе филиал СВФУ (МПТИ — Мирнинский Политехнический Институт), филиалы: Томского ТУСУРа, Института Профессиональных Инноваций и Новосибирского НГАСУ (СибСтрина), Северо-Западного открытого технического университета (СЗОТУ).

## Религия

### Православие
Православие представлено РПЦ. В городе действует «Православная Гимназия во имя Святителя Иннокентия Митрополита Московского», различные монастыри и храмы:
- Свято-Троицкий храм[31] (настоятель — протоиерей Владимир Севрюков).
- Андреевский монастырь. Храм в честь святого апостола Андрея Первозванного. Игумен Серафим (Рошка).
- Часовня в честь Иконы Божьей Матери «Неопалимая купина». Территория Пожарной части.
- Часовня в честь святых первоверховных апостолов Петра и Павла. Территория УВД.

## Спорт
- Спорткомплекс «Олимп».
- Дворец спорта «Кимберлит»[31]. В нём проводились чемпионаты мира по футзалу среди клубных команд (2005), а затем среди сборных стран (2007), Международные Игры «Дети Азии» (2008).
- Стадион «Триумф»[31]. Построен в 2005 году совместно со специалистами из Финляндии. Вместимость — 5000 человек. Стал одним из лучших стадионов Дальневосточного федерального округа.
- Бассейн «Кристалл»[31].
- МФК «Алмаз-АЛРОСА» (расформирован). Победитель высшей лиги чемпионата России по мини-футболу 2010 года, 2012 года, 2019 года.
- Муниципальное учреждение дополнительного образования «Детско‑юношеская спортивная школа».

## Архитектура, планировка
В центре города находятся 2 площади (обе на центральной улице — Ленинградском проспекте). На одной из них располагаются гостевой дом «Вилюй», гостиница Азимут, городская мэрия, здание районной администрации и Дворец Культуры «Алмаз», на другой — театрально-концертный центр «Якутск», памятник в честь 30-летия Победы, храм Святой Троицы. На улице Тихонова находится красивое здание Центра сортировки алмазов АК «АЛРОСА».
В отличие от многих северных проектов в СССР, Мирный не строился по заранее утверждённому генплану, как, например, г. Усть-Илимск. Начиная с 1950-х годов город разрастался вокруг карьера «Мир», что предопределило его современное состояние и архитектурно-планировочные проблемы.
Территориальное развитие города значительно ограничено планировкой города, сложившейся стихийно в годы активного роста. Рост города на восток ограничен карьером «Мир» и аэропортом с ВПП. С юго-востока город огибает рудовозная дорога, по которой ходят большегрузные самосвалы и технологический транспорт. На северо-востоке находится большая газовая котельная, строительство жилья возле которой запрещено СанПиН. Развитие города на север ограничено обогатительной фабрикой № 3 и её хвостохранилищем, а на запад — естественным рельефом.
Такое положение вещей вынуждает местные власти строить дома на свободных участках, нередко «встраивая» большие 9-этажные дома во дворы перед 4-5-этажными домами.
Архитектурно город представляет собой собрание домов различных этажности и годов постройки. Основу жилого фонда составляют 4-, 5- и 9-этажные дома, построенные в 1970-80-е годы, однако сохранились целые улицы, застроенные 2-этажными деревянными домами, построенными в годы освоения трубки «Мир». В некоторых из них до сих пор отсутствует канализация. Для строительства города был введён в эксплуатацию Комбинат строительных материалов, поставлявший сборные железобетонные конструкции для строительства домов.
В городе почти отсутствуют «хрущёвки», поскольку большинство проектов разрабатывалось собственным НИИ «Якутнипроалмаз», специалисты которого категорически возражали против «хрущёвской» застройки. Благодаря их усилиям был утверждён проект строительства единственного 9-этажного дома так называемой повышенной комфортности (дом № 12 по улице Тихонова). В этом доме 3-, 4- и 5-комнатные квартиры выполнены в двух уровнях с выделением прихожей на отдельный уровень под или над основной площадью квартиры (проект НИИ «Якутнипроалмаз»).
Следует отметить высокое в целом качество строительства панельных домов. В связи с необходимостью обеспечивать теплоизоляцию жилья в суровые якутские морозы толщина панелей стен составляет до 70 см, а сами панели изготавливались из высокопрочного бетона.
Главную площадь города обрамляют три здания — ДК «Алмаз», здание районной администрации и гостиницы «Зарница». На площади в 2005 году установлен памятник В. И. Ленину. Здания не объединены в единый архитектурный комплекс и представляют собой типовые проекты.

Панорама города Мирный, вид от карьера Мир

## Памятники
- Памятник Владимиру Ильичу Ленину[31].
- Памятник Льву Солдатову, одному из первых руководителей научно-производственного объединения «Якуталмаз», участнику войны, Герою Социалистического Труда[35].
- Бюст И. В. Сталину к 60-летию Победы[31].
- Памятник Виктору Тихонову, первому руководителю треста «Якуталмаз»[31].
- Мемориал горной техники на борту карьера «Мир». Открыт в 2001 году[31].
- Монумент первооткрывателям алмазных месторождений и создателям[31].
- Мемориальный комплекс «Вилюйское кольцо» (барельефы «Прошлое, настоящее и будущее алмазного края», скульптурная группа «Каюр и геологи», стела «Якутия-мать»)[31].
- Мемориальная доска Шоферам — первопроходцам[31].
- Въездной знак[31].
- Памятник людям, дороге и жизни[31].
- Мемориальный комплекс «30-летие Победы»[31].
- Скульптура Пресвятой Богородицы[31].
- Камень возле монумента первооткрывателям алмазных месторождений и создателям г. Мирный[31].
- Камень на месте треста «Якуталмаз»[31].
- Памятник воинам — афганцам[31].
- Мемориальные доски: Солдатов Лев Леонидович, Тихонов Виктор Илларионович, Колбунов Владимир Акимович, Серебряков Иван Иосифович, Кузаков Владимир Васильевич, Кузьмин Виктор Михайлович, Хабардин Юрий Иванович, Васильев Семён Митрофанович, Чирков Николай Иванович.
- Памятник шахтёрам — возле рудника «Мир»[31].

## СМИ

### Радиостанции
- 102,4 FM — Радио Алмазный край
- 103,0 FM — (Молчит) Авторадио
- 103,5 FM — Русское радио
- 104,4 FM — Европа Плюс
- 105,4 FM — Радио Тэтим (Саха)

### Телевидение
Эфирное вещание
- Первый Канал
- Россия 1 / ГТРК «Саха»
- ТВ Центр
- НТВ
- Пятый Канал
- РЕН ТВ
- Звезда
- Че!
- Матч ТВ
- Алмазный край

Цифровое вещание
Первый мультиплекс цифрового телевидения России (пакет цифровых телеканалов «РТРС-1»)
| Позиция | Название              | Владелец                                                                        |
| ------- | --------------------- | ------------------------------------------------------------------------------- |
| 1       | Первый канал          | АО «Первый канал»                                                               |
| 2       | Россия-1 / ГТРК Саха  | Всероссийская государственная телевизионная и радиовещательная компания (ВГТРК) |
| 3       | Матч ТВ               | Газпром-Медиа Холдинг                                                           |
| 4       | НТВ                   | Газпром-Медиа Холдинг и АО «Телекомпания НТВ»                                   |
| 5       | Пятый Канал           | Национальная Медиа Группа                                                       |
| 6       | Россия К              | Всероссийская государственная телевизионная и радиовещательная компания (ВГТРК) |
| 7       | Россия 24 / ГТРК Саха | Всероссийская государственная телевизионная и радиовещательная компания (ВГТРК) |
| 8       | Карусель              | ЗАО «Карусель» (ВГТРК и ЗАО «Первый канал. Всемирная сеть»)                     |
| 9       | ОТР / Якутия 24       | АНО «Общественное телевидение России»                                           |
| 10      | ТВ Центр              | АО «Телекомпания „ТВ Центр“»                                                    |

| Позиция | Название                 | Владелец                                                                       |
| ------- | ------------------------ | ------------------------------------------------------------------------------ |
| 1       | Вести FM                 | ФГУП «Всероссийская государственная телевизионная и радиовещательная компания» |
| 2       | Радио Маяк               | Филиал ФГУП ВГТРК «Государственная радиовещательная компания „Маяк“»           |
| 3       | Радио России / ГТРК Саха | Филиал ФГУП ВГТРК «Государственная радиовещательная компания „Радио России“»   |

Второй мультиплекс цифрового телевидения России (пакет цифровых телеканалов «РТРС-2»)
| Позиция | Название                             | Владелец                                                                             |
| ------- | ------------------------------------ | ------------------------------------------------------------------------------------ |
| 1       | РЕН ТВ                               | Национальная Медиа Группа                                                            |
| 2       | Спас                                 | Финансовое хозяйственное управление Русской Православной Церкви и ООО «СПАС — Медиа» |
| 3       | СТС                                  | «ЮТВ Холдинг», «СТС Медиа»                                                           |
| 4       | Домашний                             | «ЮТВ Холдинг», «СТС Медиа»                                                           |
| 5       | ТВ-3                                 | Газпром-Медиа Холдинг                                                                |
| 6       | Пятница!                             | Газпром-Медиа Холдинг                                                                |
| 7       | Звезда                               | ОАО «ТРК ВС РФ „Звезда“»                                                             |
| 8       | Мир                                  | ЗАО «Межгосударственная телерадиокомпания „Мир“»                                     |
| 9       | ТНТ                                  | Газпром-Медиа Холдинг                                                                |
| 10      | Муз-ТВ                               | «ЮТВ Холдинг», «СТС Медиа»                                                           |
| 11      | Якутия 24                            | НВК «Саха»                                                                           |
| 12      | Саха 24 (в кабельном вещании Якутии) | НВК «Саха»                                                                           |

### Газеты
- 1 — Редакция газеты «Мирнинский рабочий» (основана в 1960 г.).
- 2 — Молодёжная газета «Моё Поколение».

## Галерея

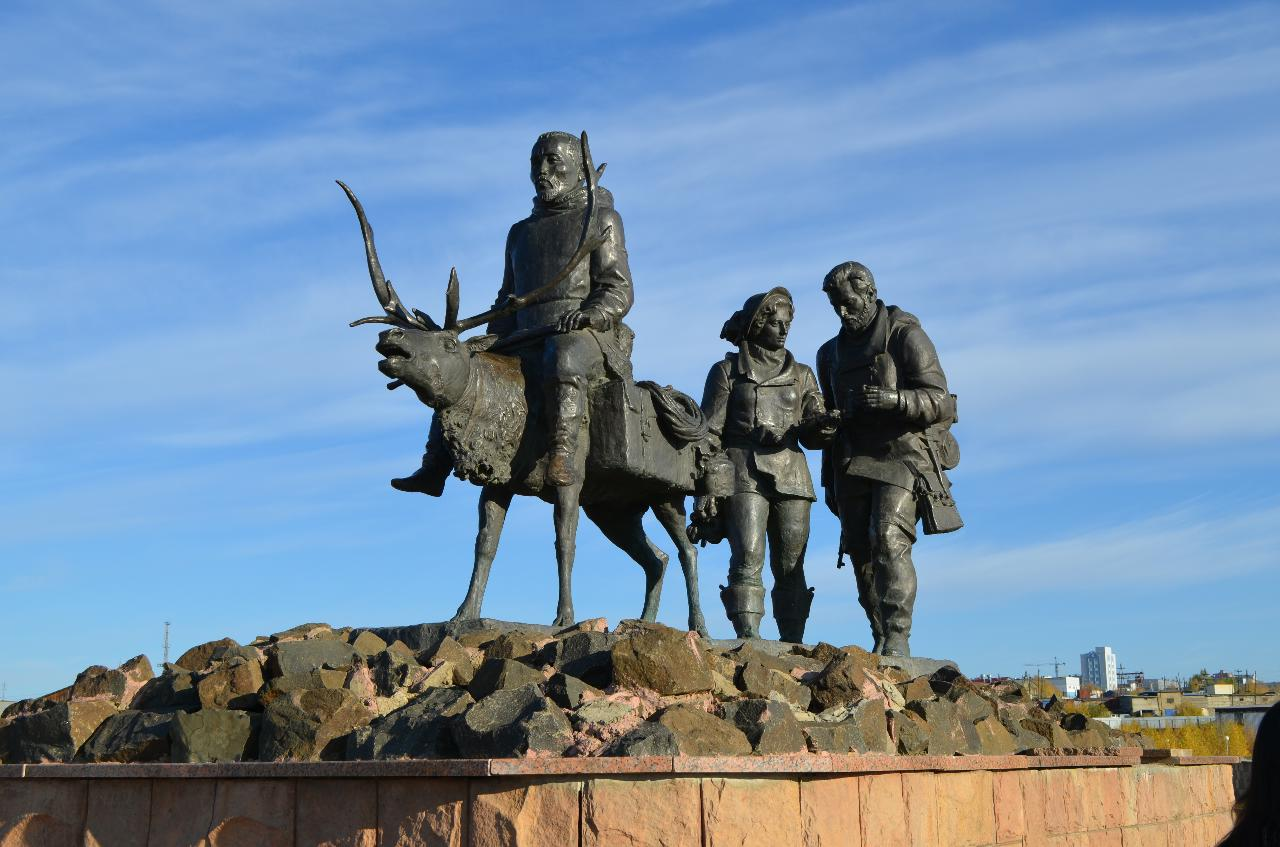
Мемориал «Вилюйское кольцо»
Памятник Сталину
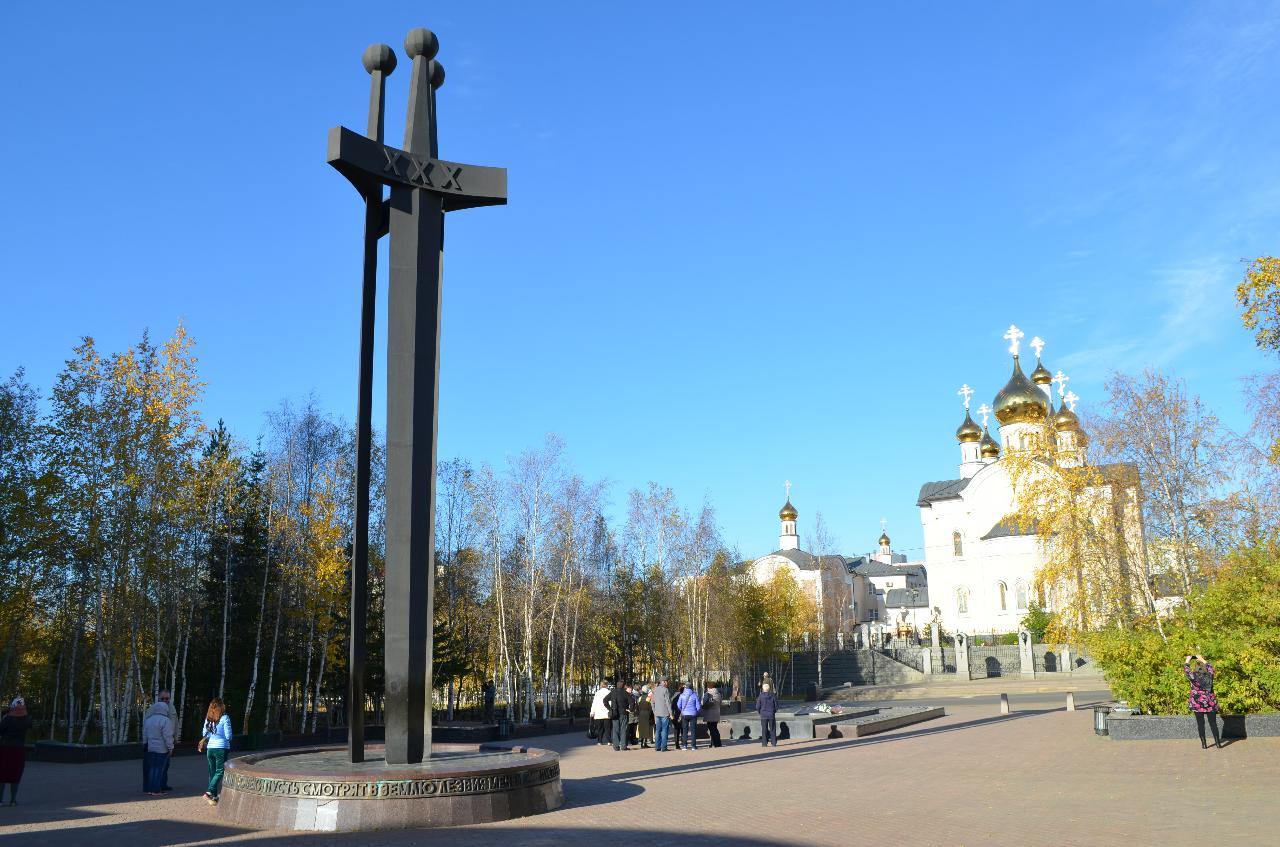
Площадь 30-летия Победы (на заднем плане — церковь Троицы Живоначальной)
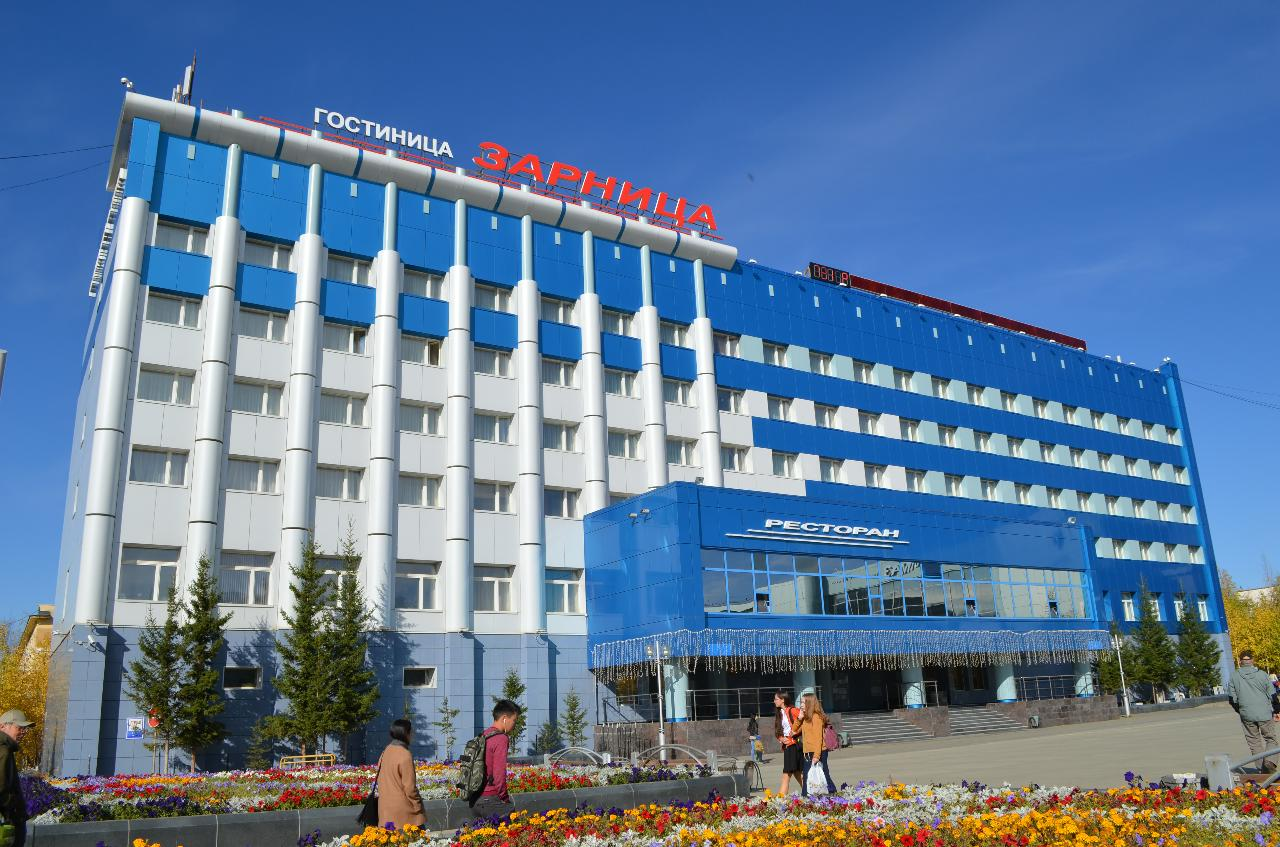
Гостиница «Зарница»
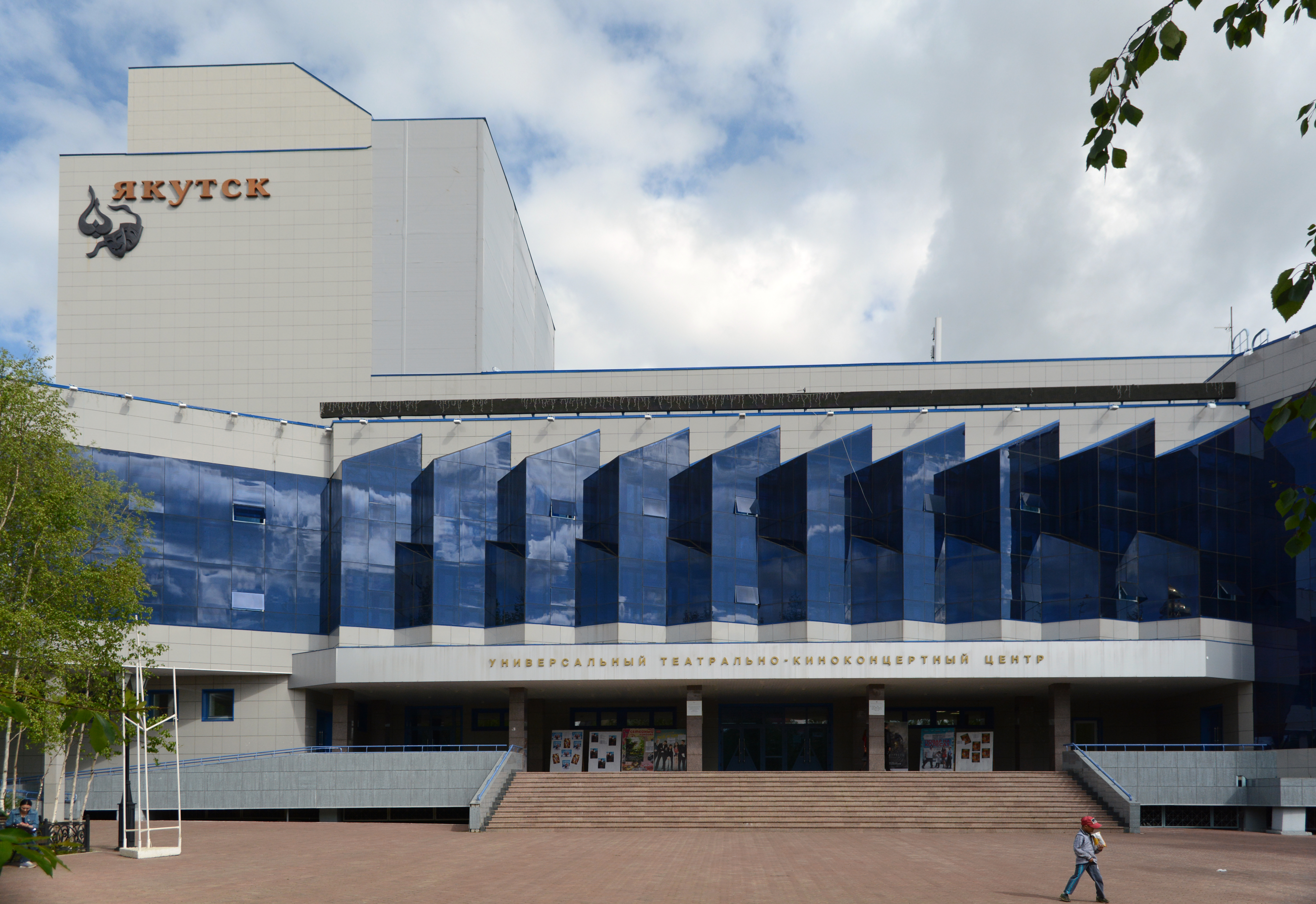
Универсальный театрально-киноконцертный центр «Якутск»
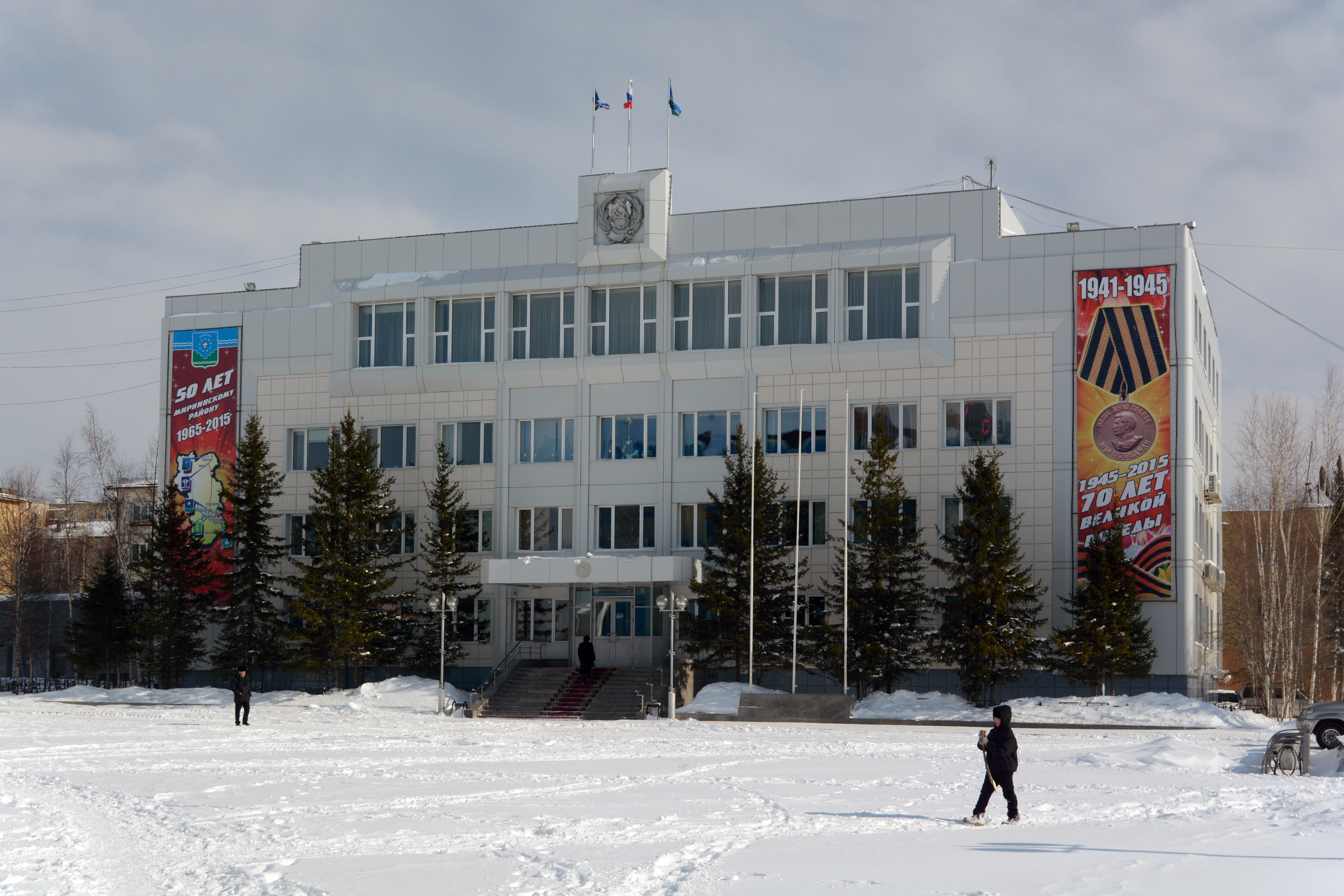
Здание районной администрации
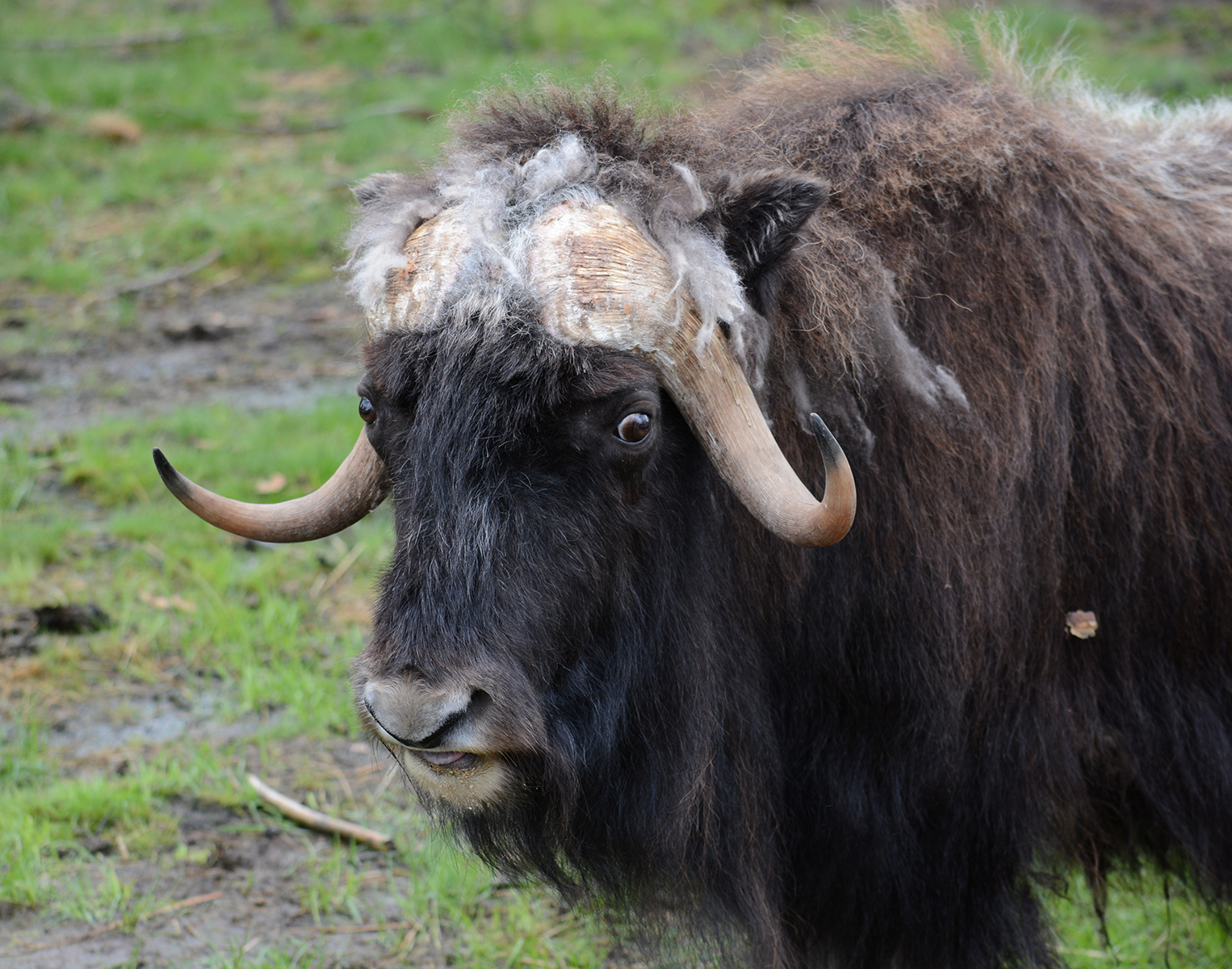
Овцебык в зоопарке «Живые алмазы Якутии»